# Campeonato Africano de Atletismo de 2012 - Heptatlo feminino
A prova do heptatlo feminino do Campeonato Africano de Atletismo de 2012 foi disputada entre os dias 29  e 30 de junho de 2012 no Estádio Charles de Gaulle em Porto Novo,  no Benim. 

## Recordes
Antes desta competição, os recordes mundiais e do campeonato nesta prova eram os seguintes:
|                       | Nome                 | Nacionalidade  | Pontos   | Local   | Data                   |
| --------------------- | -------------------- | -------------- | -------- | ------- | ---------------------- |
| Recorde mundial       | Jackie Joyner-Kersee | Estados Unidos | 7291 pts | Seul    | 24 de setembro de 1988 |
| Recorde do campeonato | Margaret Simpson     | Gana           | 6031 pts | Nairóbi | 31 de julho de 2010    |
| Recorde africano      | Margaret Simpson     | Gana           | 6423 pts | Götzis  | 29 de maio de 2005     |

## Medalhistas
| Ouro                 | Prata                   | Bronze             |
| Yasmina Omrani (ALG) | Gabriella Kouassi (CIV) | Bianca Erwee (RSA) |

## Cronograma
Todos os horários são locais (UTC+1).
| Data        | Hora  | Evento                   |
| ----------- | ----- | ------------------------ |
| 29 de junho | 13:00 | 100 metros com barreiras |
| 29 de junho | 13:45 | Salto em altura          |
| 29 de junho | 15:50 | Arremesso de peso        |
| 29 de junho | 17:30 | 200 metros               |
| 30 de junho | 13:00 | Salto em distância       |
| 30 de junho | 15:20 | Lançamento de dardo      |
| 30 de junho | 16:10 | 800 metros               |

## Resultados

### 100 metros com barreiras
| Posição | Bateria | Raia | Atleta                   | Nacionalidade   | Tempo | Notas            | Pontos |
| ------- | ------- | ---- | ------------------------ | --------------- | ----- | ---------------- | ------ |
| 1       | 2       | 8    | Uhunoma Osazuwa          | Nigéria         | 13.59 |                  | 1037   |
| 2       | 2       | 5    | Yasmina Omrani           | Argélia         | 13.75 |                  | 1014   |
| 3       | 1       | 3    | Margaret Simpson         | Gana            | 13.88 |                  | 995    |
| 4       | 2       | 7    | Gabriella Kouassi        | Costa do Marfim | 13.92 |                  | 990    |
| 5       | 2       | 4    | Fiona Asigbee            | Gana            | 14.07 |                  | 968    |
| 6       | 1       | 8    | Sandrine Thiébaud-Kangni | Togo            | 14.51 |                  | 907    |
| 7       | 1       | 2    | Nada Chroudi             | Tunísia         | 14.76 |                  | 874    |
| 8       | 2       | 6    | Selloane Tsoaeli         | Lesoto          | 14.81 |                  | 867    |
| 9       | 1       | 7    | Nana Blakime             | Togo            | 14.88 |                  | 858    |
| 9       | 2       | 3    | Bianca Erwee             | África do Sul   | 14.88 |                  | 858    |
| 11      | 1       | 5    | Odile Ahouanwanou        | Benim           | 14.89 | Recorde nacional | 856    |
| 12      | 1       | 4    | Annie Curty Oyono        | Camarões        | 15.08 |                  | 831    |
| 13      | 1       | 6    | Oluwakemi Francis        | Nigéria         | 15.46 |                  | 782    |
| 14      | 2       | 2    | Salamatu Musah           | Gana            | 19.92 |                  | 309    |

### Salto em altura
| Posição | Atleta                   | Nacionalidade   | 1.40 | 1.43 | 1.46 | 1.49 | 1.52 | 1.55 | 1.58 | 1.61 | 1.64 | 1.67 | 1.70 | 1.73 | 1.76 | 1.79 | 1.82 | 1.85 | 1.88 | Resultados | Notas | Pontos |
| ------- | ------------------------ | --------------- | ---- | ---- | ---- | ---- | ---- | ---- | ---- | ---- | ---- | ---- | ---- | ---- | ---- | ---- | ---- | ---- | ---- | ---------- | ----- | ------ |
| 1       | Uhunoma Osazuwa          | Nigéria         | –    | –    | –    | –    | –    | –    | –    | –    | –    | o    | –    | xo   | o    | xo   | xxo  | xo   | xxx  | 1.85       |       | 1041   |
| 2       | Bianca Erwee             | África do Sul   | –    | –    | –    | –    | –    | –    | –    | o    | o    | o    | o    | o    | xo   | xo   | xxo  | xxx  |      | 1.82       |       | 1003   |
| 3       | Selloane Tsoaeli         | Lesoto          | –    | –    | –    | –    | –    | –    | –    | o    | o    | o    | xo   | o    | xo   | xo   | xxx  |      |      | 1.79       |       | 966    |
| 4       | Margaret Simpson         | Gana            | –    | –    | –    | –    | –    | –    | –    | –    | o    | o    | o    | o    | o    | xxx  |      |      |      | 1.76       |       | 928    |
| 5       | Yasmina Omrani           | Argélia         | –    | –    | –    | –    | –    | –    | –    | –    | o    | o    | o    | o    | xxo  | xxx  |      |      |      | 1.76       |       | 928    |
| 6       | Fiona Asigbee            | Gana            | –    | –    | –    | –    | –    | o    | o    | o    | o    | o    | xo   | xxo  | xxo  | xxx  |      |      |      | 1.76       |       | 928    |
| 7       | Gabriella Kouassi        | Costa do Marfim | –    | –    | –    | –    | –    | o    | –    | xxo  | o    | xxx  |      |      |      |      |      |      |      | 1.64       |       | 783    |
| 8       | Odile Ahouanwanou        | Benim           | –    | –    | –    | –    | –    | o    | o    | o    | xxo  | xxx  |      |      |      |      |      |      |      | 1.64       |       | 783    |
| 9       | Nada Chroudi             | Tunísia         | –    | –    | o    | o    | o    | o    | o    | xo   | xxx  |      |      |      |      |      |      |      |      | 1.61       |       | 747    |
| 10      | Nana Blakime             | Togo            | –    | o    | o    | o    | o    | xxo  | xxx  |      |      |      |      |      |      |      |      |      |      | 1.55       |       | 678    |
| 11      | Oluwakemi Francis        | Nigéria         | –    | –    | o    | xo   | o    | xxx  |      |      |      |      |      |      |      |      |      |      |      | 1.52       |       | 644    |
| 12      | Sandrine Thiébaud-Kangni | Togo            | –    | –    | –    | –    | xo   | xxx  |      |      |      |      |      |      |      |      |      |      |      | 1.52       |       | 644    |
| 13      | Salamatu Musah           | Gana            | o    | o    | xo   | xo   | xxo  | xxx  |      |      |      |      |      |      |      |      |      |      |      | 1.52       |       | 644    |
| 14      | Annie Curty Oyono        | Camarões        |      |      |      |      |      |      |      |      |      |      |      |      |      |      |      |      |      | DNS        |       |        |

### Arremesso de peso
| Posição | Atleta                   | Nacionalidade   | #1    | #2    | #3    | Resultados | Notas | Pontos |
| ------- | ------------------------ | --------------- | ----- | ----- | ----- | ---------- | ----- | ------ |
| 1       | Yasmina Omrani           | Argélia         | 10.58 | 13.49 | 11.74 | 13.49      |       | 760    |
| 2       | Gabriella Kouassi        | Costa do Marfim | 13.09 | 13.15 | 12.92 | 13.15      |       | 737    |
| 3       | Uhunoma Osazuwa          | Nigéria         | 12.47 | x     | 11.83 | 12.47      |       | 692    |
| 4       | Odile Ahouanwanou        | Benim           | 12.28 | 11.84 | 12.42 | 12.42      |       | 689    |
| 5       | Fiona Asigbee            | Gana            | 12.28 | x     | 11.69 | 12.28      |       | 680    |
| 6       | Nada Chroudi             | Tunísia         | 12.10 | 12.24 | 12.24 | 12.24      |       | 677    |
| 7       | Selloane Tsoaeli         | Lesoto          | 10.53 | 11.42 | 10.06 | 11.42      |       | 623    |
| 8       | Nana Blakime             | Togo            | 10.53 | 10.17 | 10.75 | 10.75      |       | 579    |
| 9       | Oluwakemi Francis        | Nigéria         | 10.43 | x     | 10.00 | 10.43      |       | 558    |
| 10      | Bianca Erwee             | África do Sul   | 10.41 | 10.13 | 10.05 | 10.41      |       | 556    |
| 11      | Sandrine Thiébaud-Kangni | Togo            | 9.32  | 9.61  | x     | 9.61       |       | 504    |
| 12      | Salamatu Musah           | Gana            | 9.35  | x     | 6.53  | 9.35       |       | 487    |
| 13      | Margaret Simpson         | Gana            |       |       |       | DNS        |       |        |

### 200 metros
| Posição | Bateria | Raia | Atleta                   | Nacionalidade   | Tempo | Notas | Pontos |
| ------- | ------- | ---- | ------------------------ | --------------- | ----- | ----- | ------ |
| 1       | 2       | 3    | Uhunoma Osazuwa          | Nigéria         | 23.82 |       | 998    |
| 2       | 1       | 2    | Yasmina Omrani           | Argélia         | 24.49 |       | 934    |
| 3       | 1       | 7    | Sandrine Thiébaud-Kangni | Togo            | 24.52 |       | 931    |
| 4       | 2       | 7    | Oluwakemi Francis        | Nigéria         | 24.93 |       | 893    |
| 5       | 1       | 5    | Nana Blakime             | Togo            | 25.55 |       | 837    |
| 6       | 1       | 6    | Fiona Asigbee            | Gana            | 25.80 |       | 815    |
| 7       | 2       | 8    | Bianca Erwee             | África do Sul   | 26.03 |       | 795    |
| 8       | 1       | 4    | Nada Chroudi             | Tunísia         | 26.06 |       | 792    |
| 9       | 2       | 4    | Gabriella Kouassi        | Costa do Marfim | 26.23 |       | 777    |
| 10      | 2       | 5    | Odile Ahouanwanou        | Benim           | 26.24 |       | 776    |
| 11      | 2       | 2    | Salamatu Musah           | Gana            | 26.50 |       | 754    |
| 12      | 1       | 8    | Selloane Tsoaeli         | Lesoto          | 26.60 |       | 745    |

### Salto em distância
| Posição | Atleta                   | Nacionalidade   | #1   | #2   | #3   | Resultados | Notas | Pontos |
| ------- | ------------------------ | --------------- | ---- | ---- | ---- | ---------- | ----- | ------ |
| 1       | Bianca Erwee             | África do Sul   | 5.75 | 5.64 | 5.57 | 5.75       |       | 774    |
| 2       | Fiona Asigbee            | Gana            | 5.62 | 5.61 | 5.73 | 5.73       |       | 768    |
| 3       | Uhunoma Osazuwa          | Nigéria         | 5.60 | 5.72 | x    | 5.72       |       | 765    |
| 4       | Gabriella Kouassi        | Costa do Marfim | 5.63 | 5.68 | 5.61 | 5.68       |       | 753    |
| 5       | Yasmina Omrani           | Argélia         | 5.58 | 5.44 | 5.60 | 5.60       |       | 729    |
| 6       | Selloane Tsoaeli         | Lesoto          | 5.57 | 5.28 | 5.25 | 5.57       |       | 720    |
| 7       | Nana Blakime             | Togo            | 5.36 | 5.33 | 4.93 | 5.36       |       | 660    |
| 8       | Oluwakemi Francis        | Nigéria         | 5.11 | 5.12 | 5.31 | 5.31       |       | 645    |
| 9       | Salamatu Musah           | Gana            | 5.19 | 5.04 | 4.73 | 5.19       |       | 612    |
| 10      | Odile Ahouanwanou        | Benim           | 5.14 | 4.81 | 4.80 | 5.14       |       | 598    |
| 11      | Nada Chroudi             | Tunísia         | 4.96 | 5.10 | 4.78 | 5.10       |       | 587    |
| 12      | Sandrine Thiébaud-Kangni | Togo            | x    |      |      | DNS        |       |        |

### Lançamento de dardo
| Posição | Atleta            | Nacionalidade   | #1    | #2    | #3    | Resultados | Notas | Pontos |
| ------- | ----------------- | --------------- | ----- | ----- | ----- | ---------- | ----- | ------ |
| 1       | Gabriella Kouassi | Costa do Marfim | x     | 40.82 | x     | 40.82      |       | 683    |
| 2       | Nada Chroudi      | Tunísia         | 39.72 | x     | x     | 39.72      |       | 662    |
| 3       | Yasmina Omrani    | Argélia         | 36.74 | 38.61 | 35.28 | 38.61      |       | 641    |
| 4       | Odile Ahouanwanou | Benim           | 33.36 | 33.15 | 37.62 | 37.62      |       | 622    |
| 5       | Bianca Erwee      | África do Sul   | 35.76 | 35.93 | 35.40 | 35.93      |       | 589    |
| 6       | Oluwakemi Francis | Nigéria         | 33.26 | x     | 32.92 | 33.26      |       | 538    |
| 7       | Salamatu Musah    | Gana            | 25.56 | 30.94 | 25.60 | 30.94      |       | 494    |
| 8       | Nana Blakime      | Togo            | 29.50 | x     | x     | 29.50      |       | 467    |
| 9       | Uhunoma Osazuwa   | Nigéria         | x     | x     | x     | NM         |       | 0      |
| 9       | Fiona Asigbee     | Gana            | x     | x     | x     | NM         |       | 0      |
| 9       | Selloane Tsoaeli  | Lesoto          |       |       |       | DNS        |       |        |

### 800 metros
| Posição | Atleta            | Nacionalidade   | Resultados | Notas | Pontos |
| ------- | ----------------- | --------------- | ---------- | ----- | ------ |
| 1       | Yasmina Omrani    | Argélia         | 2:13.21    |       | 918    |
| 2       | Nada Chroudi      | Tunísia         | 2:21.21    |       | 807    |
| 3       | Oluwakemi Francis | Nigéria         | 2:22.12    |       | 795    |
| 4       | Bianca Erwee      | África do Sul   | 2:24.55    |       | 763    |
| 5       | Gabriella Kouassi | Costa do Marfim | 2:24.89    |       | 758    |
| 6       | Nana Blakime      | Togo            | 2:31.13    |       | 679    |
| 7       | Odile Ahouanwanou | Benim           | 2:32.75    |       | 659    |
| 8       | Salamatu Musah    | Gana            | 2:33.50    |       | 650    |
| 9       | Uhunoma Osazuwa   | Nigéria         | 2:38.29    |       | 593    |
| 10      | Fiona Asigbee     | Gana            | DNS        |       |        |

## Classificação final
| Posição           | Atleta                   | Nacionalidade   | Pontos | Notas |
| ----------------- | ------------------------ | --------------- | ------ | ----- |
| Medalha de ouro   | Yasmina Omrani           | Argélia         | 5924   |       |
| Medalha de prata  | Gabriella Kouassi        | Costa do Marfim | 5481   |       |
| Medalha de bronze | Bianca Erwee             | África do Sul   | 5338   |       |
| 4                 | Nada Chroudi             | Tunísia         | 5146   |       |
| 5                 | Uhunoma Osazuwa          | Nigéria         | 5126   |       |
| 6                 | Odile Ahouanwanou        | Benim           | 4983   |       |
| 7                 | Oluwakemi Francis        | Nigéria         | 4855   |       |
| 8                 | Nana Blakime             | Togo            | 4758   |       |
| 9                 | Salamatu Musah           | Gana            | 3950   |       |
| 10 !              | Annie Curty Oyono        | Camarões        | DNF    |       |
| 10 !              | Fiona Asigbee            | Gana            | DNF    |       |
| 10 !              | Selloane Tsoaeli         | Lesoto          | DNF    |       |
| 10 !              | Sandrine Thiébaud-Kangni | Togo            | DNF    |       |
| 10 !              | Margaret Simpson         | Gana            | DNF    |       |

Legenda
| Recorde mundial       | Recorde mundial (World record)               |                       | Recorde africano                      | Recorde africano (African) |                                           | Q | Classificado por posição (Qualified) |
| Recorde do campeonato | Recorde do campeonato (Championship record)  | Recorde da América    | Recorde da América (Americas)         | q                          | Classificado por melhor tempo (Qualified) |   |                                      |
| Melhor marca do ano   | Melhor marca do ano (World leading)          | Recorde asiático      | Recorde asiático (Asian)              | DNS                        | Não largou (Did not start)                |   |                                      |
| Recorde nacional      | Recorde nacional (National record)           | Recorde europeu       | Recorde europeu (European)            | DNF                        | Não terminou (Did not finish)             |   |                                      |
| Recorde pessoal       | Recorde pessoal do atleta (Personal best)    | Recorde da Oceania    | Recorde da Oceania (Oceania)          | DSQ / DQ                   | Desclassificado (Disqualified)            |   |                                      |
| Recorde da temporada  | Recorde da temporada do atleta (Season best) | Recorde sul-americano | Recorde sul-americano (South America) | NM                         | Sem marca (No mark)                       |   |                                      |